# بحران کرکس هندی

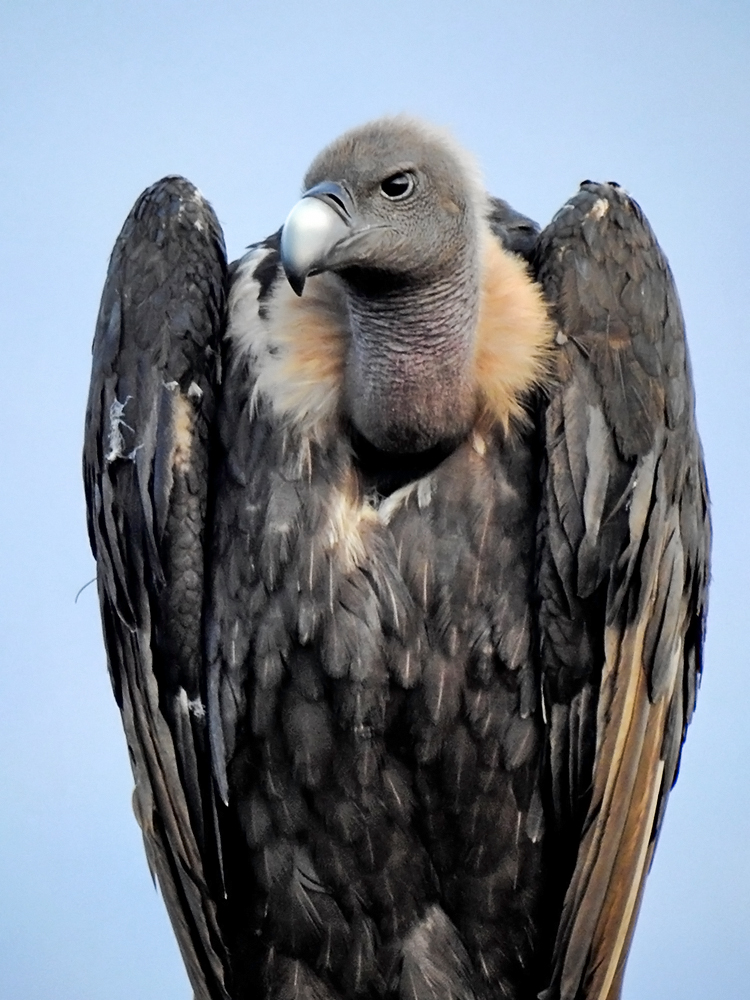
کرکس دم سفید، یکی از گونه‌هایی که در این بحران نابود شد

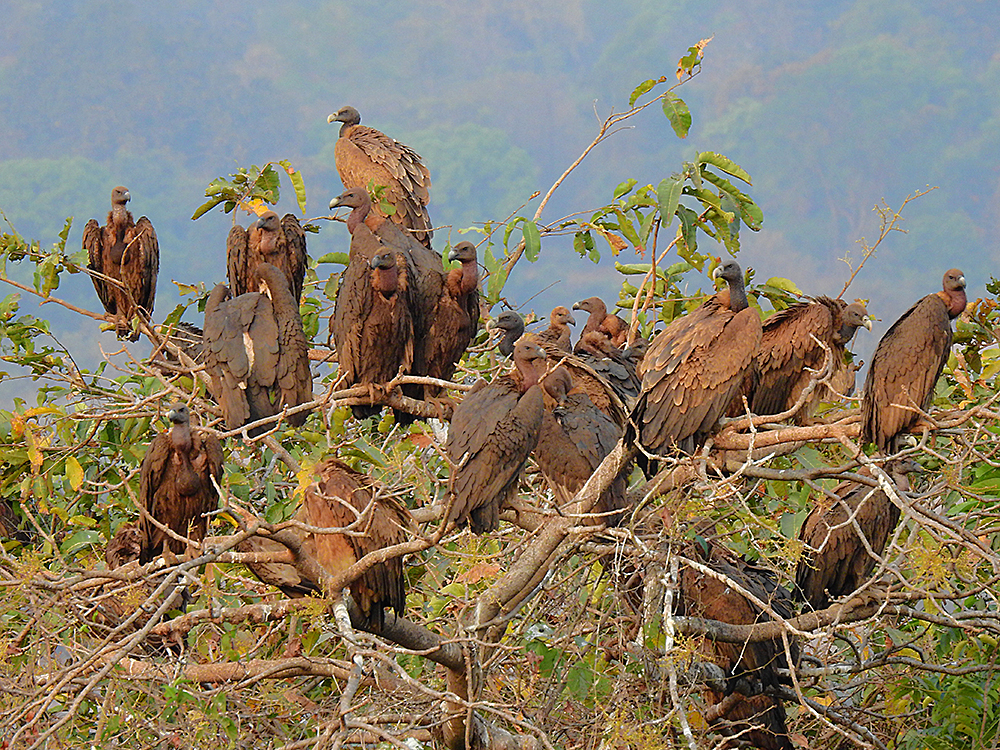
دسته‌ای از کرکس‌های دم‌سفید و کرکس‌های هندیِ در معرض خطر انقراض

بحران کرکس در هند گونه‌ای کرکس در هند زندگی می‌کنند، اما اکثر آنها پس از کاهش سریع و عمده جمعیت در دهه‌های اخیر، اکنون در معرض خطر انقراض هستند. در اوایل دهه ۱۹۸۰، جمعیت تخمینی سه گونه از کرکس‌های کولی (کرکس دم سفید، کرکس منقار دراز و کرکس منقار باریک) روی هم رفته ۴۰ نفر بود. میلیون نفر در جنوب آسیا، در حالی که در سال ۲۰۱۷ کل جمعیت تنها ۱۹۰۰۰ نفر (به ترتیب ۶۰۰۰، ۱۲۰۰۰ و ۱۰۰۰ نفر) بود.
با از دست رفتن بیش از ۹۹ درصد از کل جمعیت کرکس‌ها، بحران کرکس‌های هندی شدیدترین کاهش جمعیت هر حیوانی را در دوره زمانی مشخص نشان می‌دهد. اعتقاد بر این است که یکی از عوامل اصلی کاهش جمعیت کرکس‌ها، استفاده گسترده از داروهایی مانند دیکلوفناک، یک داروی ضدالتهاب غیراستروئیدی است که زمانی معمولاً به دام‌ها داده می‌شد. اعتقاد بر این است که این دارو از طریق گوشت گاوهای مرده که در آخرین روزهای زندگی خود به آنها دیکلوفناک داده شده بود، به کرکس‌ها منتقل شده است، که در نتیجه باعث نارسایی کلیه در کرکس‌ها می‌شود. مدل‌سازی داده‌ها نشان داد که بخش کوچکی (حدود ۰٫۸٪) از لاشه‌های دام حاوی دیکلوفناک می‌تواند باعث کاهش قابل توجه جمعیت کرکس‌ها شود.
بدون کرکس‌ها، تعداد زیادی از لاشه‌های حیوانات به حال خود رها می‌شدند تا بپوسند و با فراهم کردن زمینه رشد میکروب‌های عفونی و تکثیر آفاتی مانند موش‌ها، خطری جدی برای سلامت انسان ایجاد می‌کردند. از بین رفتن کرکس‌ها همچنین منجر به افزایش قابل توجه جمعیت سگ‌های وحشی شد که گازگرفتگی آنها شایع‌ترین علت هاری در انسان است. جمعیت سگ‌های وحشی در هند حداقل ۵ برابر افزایش یافت میلیون، در نتیجه بیش از ۳۸ میلیون مورد گزش سگ و بیش از ۴۷۰۰۰ مورد مرگ اضافی ناشی از هاری، با هزینه ۳۴ دلار میلیارد دلار تأثیر اقتصادی دارد.
استفاده از دیکلوفناک در دامپزشکی از سال ۲۰۰۶ در هند ممنوع شده است. ملوکسیکام، یکی دیگر از داروهای ضدالتهاب غیراستروئیدی که به سرعت متابولیزه می‌شود و برای کرکس‌ها بی‌ضرر است، به عنوان جایگزین قابل قبولی برای دیکلوفناک پیشنهاد شد. علاوه بر این، طرح‌های حفاظتی مختلفی برای کمک به بازیابی جمعیت کرکس‌ها در حال اجرا است. جمعیت این پرنده به آرامی در حال بهبود است و پس از ممنوعیت شدید داروهای آسیب‌رسان به کرکس‌ها، این کاهش جمعیت در هند، پاکستان و نپال به‌طور قابل توجهی متوقف شده است.

## تاریخچه
کرکس‌ها در هند به صورت اجتماعی زندگی می‌کنند و عموماً به فعالیت‌های انسانی بسیار وابسته هستند. هندوئیسم، که ۸۰ درصد از جمعیت کشور را تشکیل می‌دهد، به ویژه برای کرکس‌ها مطلوب است. گاوها توسط اکثر هندوها مقدس شمرده می‌شوند، بنابراین گوشت گاو معمولاً مصرف نمی‌شود. این امر منجر به این می‌شود که لاشه گاوها برای تغذیه کرکس‌ها رها شود. از ۵۰۰ مورد تخمینی از میلیون‌ها گاو در هند، تنها ۴٪ برای مصرف انسان به عنوان گوشت در نظر گرفته شده بودند. پارسیان هند به دلیل باورهای زرتشتی خود، عمدتاً برای خوردن اجساد به جا مانده در برج‌های خاموشان به کرکس‌ها متکی بودند. کرکس‌ها سیستم طبیعی دفع حیوانات، پردازش لاشه‌ها را تشکیل می‌دادند و نزدیک به ۱۵۰۰۰ کرکس در انبارهای لاشه در پایتخت هند، دهلی نو، مشاهده شده‌اند. 

## زوال
در دهه ۱۹۹۰، ویبو پراکاش از انجمن تاریخ طبیعی بمبئی، که جمعیت کرکس‌ها را در پارک ملی کئولادو زیر نظر داشت، کاهش تعداد کرکس‌ها را مشاهده کرد.   پارسیان بمبئی در اوایل دهه ۱۹۹۰ متوجه شدند که تعداد پرندگان کمتری در برج‌های سکوت بمبئی وجود دارد. روستاییان شمال هند از اواسط دهه ۱۹۹۰ متوجه کاهش جمعیت کرکس‌ها شدند. با شتاب گرفتن این کاهش، جامعه علمی بین‌المللی تلاش کرد تا علت چنین کاهشی را بررسی کند. با این حال، بررسی این موضوع آسان نبود زیرا کشتن کرکس‌ها برای مطالعات علمی در هند از نظر قانونی ممنوع بود و حیوانات تازه مرده بسیار نادر شده بودند، وضعیتی که با هوای بسیار گرم هند که دما قبل از فصل باران‌های موسمی به‌طور معمول از ۴۰ درجه سلسیوس (۱۰۴ درجه فارنهایت) درجه سانتیگراد فراتر می‌رود، تشدید می‌شد. . در سال ۲۰۰۲، نشنال جئوگرافیک گزارش داد که دانشمندان از دلیل کاهش ۹۵ درصدی جمعیت «مطمئن نیستند». اندرو کانینگهام از انجمن جانورشناسی لندن دریافت که مظنونین همیشگی مسمومیت آفتکش، آلاینده‌های صنعتی یا باکتری‌ها هیچ چیز غیرطبیعی در کرکس‌هایی که او می‌توانست بررسی کند، نشان ندادند و به نوع جدیدی از قرار گرفتن در معرض سم مشکوک شدند.

## علل
در سال ۲۰۰۳، پس از تحقیقات در مورد علل ویروسی احتمالی این کاهش، لیندسی اوکس و تیمش در صندوق پرگرین، دیکلوفناک را به عنوان عامل اصلی کشف کردند.  دیکلوفناک یک داروی ضدالتهاب رایج است که به دام‌ها تجویز می‌شود و برای درمان علائم التهاب، تب و/یا درد مرتبط با بیماری یا زخم‌ها استفاده می‌شود. از دهه ۱۹۹۰ به‌طور گسترده در هند مورد استفاده قرار گرفت. با این حال، این دارو برای کرکس‌ها کشنده است و یک کرکس با خوردن لاشه حیوانی که اخیراً با دیکلوفناک درمان شده است، در معرض دوز کشنده دیکلوفناک قرار می‌گیرد.  یک مدل شبیه‌سازی نشان داد که اگر تنها ۱٪ از لاشه‌ها به دیکلوفناک آلوده باشند، جمعیت کرکس‌های هندی سالانه بین ۶۰ تا ۹۰ درصد کاهش می‌یابد و مطالعه‌ای روی لاشه‌ها نشان داد که حدود ۱۰٪ آلوده هستند. 
تیره‌ای از کرکس‌ها به نام کولی‌ها بیشترین آسیب را از دیکلوفناک دیدند.  جمعیت کرکس دم سفید بین سال‌های ۱۹۹۳ تا ۲۰۰۲، ۹۹٫۷ درصد کاهش یافت. جمعیت کرکس هندی و کرکس نوک باریک ۹۷٫۴ درصد کاهش یافت. درصدها کمی متفاوت هستند زیرا کرکس دم سفید نسبت به دو گونه دیگر به دیکلوفناک حساس‌تر است، اما هر سه گونه در معرض خطر انقراض بودند. دو گونه دیگر از کولی‌ها، کرکس هیمالیا و گریفون اوراسیایی کمتر تحت تأثیر قرار گرفتند، گریفون اوراسیایی به این دلیل که فقط در هند زمستان‌گذرانی می‌کند و جمعیت اولیه بسیار کمتری دارد، و کرکس هیمالیا، با جمعیت مشابه کوچک‌تر، به این دلیل که منحصراً ساکن کوهستان است.

## پیامدها
کرکس‌ها با حذف تمام مردار، به کاهش آلودگی، شیوع بیماری‌ها و سرکوب لاشخورهای نامطلوب کمک کرده بودند. فروپاشی ناگهانی سیستم دفع طبیعی حیوانات در هند، پیامدهای منفی متعددی بر سلامت عمومی داشته است. متابولیسم کرکس یک «بن‌بست» واقعی برای عوامل بیماری‌زا است، اما سگ‌ها و موش‌ها حامل عوامل بیماری‌زا می‌شوند. بدون کرکس‌ها، تعداد زیادی از لاشه‌های حیوانات به حال خود رها می‌شدند تا بپوسند و با فراهم کردن زمینه رشد بالقوه میکروب‌های عفونی و تکثیر آفاتی مانند موش‌ها، خطری جدی برای سلامت انسان ایجاد می‌کردند.
بیماری‌هایی که این پستانداران از لاشه‌های در حال فساد منتقل می‌کنند، به‌طور غیرمستقیم مسئول مرگ هزاران انسان هستند.  لاشه‌هایی که قبلاً توسط کرکس‌ها خورده می‌شدند، در مزارع روستا پوسیده می‌شوند و منابع آب را نیز آلوده می‌کنند. از بین رفتن کرکس‌ها همچنین منجر به افزایش قابل توجه جمعیت سگ‌های وحشی شد که گازگرفتگی آنها شایع‌ترین علت هاری در انسان است. جمعیت سگ‌های وحشی در هند حداقل ۵ برابر افزایش یافت میلیون، در نتیجه بیش از ۳۸ میلیون مورد گزش سگ و بیش از ۴۷۰۰۰ مورد مرگ اضافی ناشی از هاری، با هزینه ۳۴ دلار میلیارد دلار تأثیر اقتصادی دارد. به‌طور متوسط، تخمین زده شد که نرخ مرگ‌ومیر انسان در دوره ۲۰۰۰ تا ۲۰۰۵، زمانی که جمعیت کرکس‌ها به پایین‌ترین سطح خود رسید، بیش از ۴ درصد افزایش یافته است.
مردم جامعه پارسی در هند، اجساد مردگان را در برج‌های بلندی به نام برج‌های سکوت رها می‌کنند تا کرکس‌ها از آنها تغذیه کنند. به دلیل کاهش جمعیت کرکس‌ها، آنها به دلایل بهداشتی مجبور به کنار گذاشتن این آداب و رسوم باستانی شده‌اند، زیرا اکنون شش ماه طول می‌کشد تا اجساد از بین بروند.

## واکنش

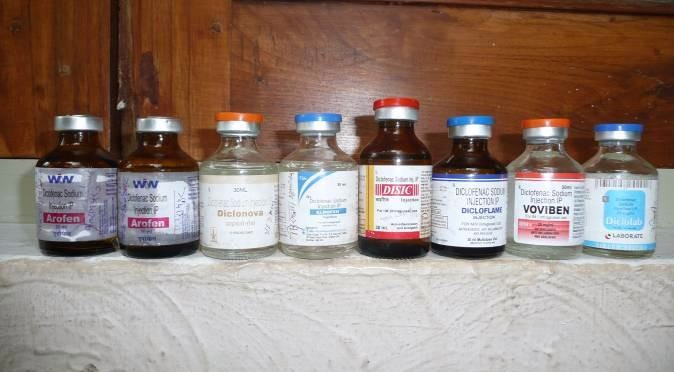
دیکلوفناک موجود در سال ۲۰۰۹

### تنظیم دیکلوفناک
پس از یافته‌های مربوط به دیکلوفناک، این دارو در ۱۱ مارس ۲۰۰۶ برای استفاده در دامپزشکی در هند ممنوع شد؛ نپال در ماه اوت و پاکستان در ماه اکتبر از این اقدام پیروی کردند. بنگلادش در سال ۲۰۱۰ آن را ممنوع کرد. پس از آزمایش روی کرکس‌های در اسارت، به سرعت یک داروی جایگزین توسعه داده شد و پیشنهاد گردید: ملوکسیکام. ملوکسیکام، یکی دیگر از داروهای ضدالتهاب غیراستروئیدی که به سرعت متابولیزه می‌شود و برای کرکس‌ها بی‌ضرر است، به عنوان جایگزین قابل قبولی برای دیکلوفناک پیشنهاد شد. شرکت‌های داروسازی به افزایش تولید ملوکسیکام با هدف کاهش هزینه‌ها تا سطح دیکلوفناک تشویق شدند تا استفاده از آن را مناسب‌تر کنند. در سال ۲۰۱۵، دولت هند دستور داد که اندازه ویال داروها به ۳ میلی‌لیتر کاهش یابد تا دوز تجویز شده به گاوها کاهش یابد.
برخی داروهای دیگر که به عنوان جایگزین دیکلوفناک ساخته شده‌اند - آسکلوفناک، کتوپروفن و نیمسولید - نیز برای کرکس‌ها سمی نشان داده شده‌اند. دیکلوفناک برای مصارف انسانی همچنان از طریق فروش غیرقانونی ویال‌های چند دوزه که برای استفاده در گاوها در سال ۲۰۱۱ در نظر گرفته شده بود، به مصارف دامپزشکی منحرف می‌شد این ممنوعیت با ممنوعیت ویال‌های بزرگتر از یک دوز انسانی (۳ میلی‌لیتر) در سال ۲۰۱۵ تشدید شد، اما ویال‌ها همچنان به صورت غیرقانونی تولید می‌شدند. در حالی که ممنوعیت دیکلوفناک در نپال و بنگلادش موفقیت‌آمیز بوده است، اما هنوز هم به‌طور گسترده در هند در دسترس است. یک مطالعه منتشر شده در سال ۲۰۲۰ نشان داد که ملوکسیکام رایج‌ترین داروی ضدالتهاب غیراستروئیدی دامپزشکی در نپال در سال ۲۰۱۷ (۸۹٫۹٪) بوده است. اگرچه دیکلوفناک تقریباً به‌طور کامل از داروخانه‌های بنگلادش غایب بود، اما با وجود ممنوعیت جزئی کتوپروفن توسط دولت بنگلادش در سال ۲۰۱۶، در سال ۲۰۱۸ نسبت فروش کتوپروفن در مقایسه با ملوکسیکام بیشتر بود. در سال ۲۰۲۱، تولفنامیک اسید به عنوان جایگزین دیگری که برای کرکس‌ها بی‌خطر است، شناسایی شد.
علیرغم بحران کرکس، دیکلوفناک همچنان در کشورهای دیگر از جمله بسیاری از کشورهای اروپایی در دسترس است. این دارو در سال ۲۰۱۳ به‌طور بحث‌برانگیزی برای استفاده دامپزشکی در اسپانیا تأیید شد و با وجود اینکه اسپانیا محل زندگی حدود ۹۰٪ از جمعیت کرکس‌های اروپا است و یک شبیه‌سازی مستقل نشان می‌دهد که این دارو می‌تواند جمعیت کرکس‌ها را سالانه ۱ تا ۸ درصد کاهش دهد، همچنان در دسترس است. آژانس دارویی اسپانیا شبیه‌سازی‌هایی ارائه داد که نشان می‌دهد تعداد مرگ و میر بسیار کم خواهد بود. قوانین جدید بهداشتی در مورد دفع لاشه حیوانات در اسپانیا نیز میزان غذای موجود برای کرکس‌ها را کاهش می‌دهد و در عین حال به هزینه‌ها و انتشار گازهای گلخانه‌ای می‌افزاید.
با وجود این مقررات در مورد دسترسی سرخپوستان به دیکلوفناک، کرکس‌ها همچنان بر اثر مسمومیت با دیکلوفناک می‌میرند. در مطالعه‌ای روی اجساد جمع‌آوری‌شده بین سال‌های ۲۰۱۱ تا ۲۰۱۴، ۱۴ مورد از ۲۹ کرکس پشت سفید و ۹ مورد از ۱۲ گریفون هیمالیایی سطح بالایی از دیکلوفناک در بافت کلیه خود داشتند که احتمالاً مسمومیت با دیکلوفناک علت مرگ آنها بوده است. با این وجود، نشانه‌هایی وجود دارد که ممنوعیت دیکلوفناک سرعت کاهش [مصرف] را کاهش داده است.

### حفاظت
برنامه‌های پرورش کرکس هندی در اسارت برای کمک به بازیابی جمعیت آن آغاز شد. از آنجایی که کرکس‌ها عمر طولانی، تولید مثل آهسته و دشواری تولید مثل در اسارت دارند، انتظار می‌رود این برنامه‌ها مدت زمان بیشتری طول بکشد. پرندگان پرورش‌یافته در اسارت، پس از پاک شدن محیط از دیکلوفناک، در طبیعت رهاسازی خواهند شد.
در سال ۲۰۰۲، پارسیان از مرکز بین‌المللی پرندگان شکاری برای پرورش کرکس درخواست کمک کرده بودند.
در سال ۲۰۱۴، سازمان «نجات کرکس‌های آسیا از انقراض» اعلام کرد که تا سال ۲۰۱۶ رهاسازی پرندگان پرورش‌یافته در اسارت را در طبیعت آغاز خواهد کرد. در سال ۲۰۱۶، مرکز حفاظت از پرورش پرندگان جاتایو در پینجور، کرکس‌های پرورش‌یافته در اسارت را به عنوان بخشی از اولین برنامه احیای کرکس در آسیا، در طبیعت رها کرد. تعداد کمی از پرندگان در سراسر شبه جزیره هند، در کارناتاکا و تامیل نادو، جفت‌گیری کرده‌اند. سه مرکز پرورش دیگر در ایالت‌های بنگال غربی، آسام و مادیا پرادش هند علاوه بر چهار مرکز کوچکتر با همکاری باغ وحش‌ها راه‌اندازی شده‌اند.
در سال ۲۰۲۰، وزارت محیط زیست، جنگل‌ها و تغییرات اقلیمی دولت هند، طرح اقدام کرکس‌ها را برای سال‌های ۲۰۲۰ تا ۲۵ راه‌اندازی کرده است. هدف این طرح، افزایش اقدامات حفاظتی و ایجاد سازوکاری برای اطمینان از ممنوعیت استفاده از داروهای سمی غیر از دیکلوفناک برای دامپزشکی است.